# Maretas de Guatisea
Las maretas de Guatisea son seis depósitos de almacenamiento de agua de lluvia construidos en la Montaña Guatisea en el municipio de San Bartolomé de Lanzarote, en España.

## Descripción
A estos seis espacios excavados en el interior de la montaña se le añaden dos coladeras laterales y un gran canal de captación del agua generada en la escorrentía. Posteriormente se construyó una canalización desde las propias Maretas hasta la plaza del pueblo Plaza León y Castillo de San Bartolomé para desde allí hacer el reparto del agua a la población que lo necesitaba. La montaña es una importante zona arqueológica. Sus laderas albergan decenas de restos rupestres de los majos, habitantes prehispánicos de la isla. En la toba volcánica de la montaña se pueden ver cazoletas y dibujos de formas variadas .

## Historia
En la isla de Lanzarote llueve menos de 150 mm al año, lo que ha condicionado a su población a lo largo de su historia. Desde la vida de los Majos, los indígenas de Lanzarote, hasta casi los años setenta del siglo XX, los habitantes se las ingeniaban para acumular en depósitos la poca lluvia que caía. Acumulaban el agua en grandes charcos en las vaguadas donde llegaba la escorrentía de la lluvia. A  estos charcos se les denominó maretas por influencia del idioma francés tras la conquista franconormanda de las Islas Canarias. Después de la conquista fueron mejorando los depósitos de almacenamiento y a las maretas de los indígenas se les añadieron muros de piedra y mortero de cal. Se empezaron a construir aljibes por toda la superficie insular, llegando a cifras de miles de depósitos preparados para almacenar el agua de las escasas lluvias. Aun así seguían existiendo periodos críticos de falta de agua. La población tenía que emigrar o esperar a que llegara agua en los barcos cisterna desde otras islas. No fue hasta la instalación de la desaladora en 1965 cuando se solventó la sed crónica de la isla.[cita requerida]

## Construcción
En 1927 a iniciativa del Concejal Estanislao Salazar Carrasco se promueve la creación de esta obra hidráulica en la Montaña Guatisea. Se inician las obras pero no se finalizan y los huecos excavados son aprovechados como polvorín militar durante algunos años. Se retoman las obras en 1949 con cuatro depósitos excavados. En 1958 se inicia la perforación en la montaña para crear el quinto depósito para el que se destinaron 45.000 pesetas.[cita requerida] El capataz del Cabildo Insular de Lanzarote Antonio González Marrero redacta el proyecto de construcción del canal de captación, coladeras y desagües. Se comienza a instalar la tubería que llevaría el agua de las Maretas a la plaza del pueblo de San Bartolomé. El 3 de julio de 1948, siendo alcalde Don Blas Ferrer, durante el pleno se aprueba destinar 60.000 pesetas para su reparación. 
En el año 1960 se pagan diversos servicios para arreglar la traída de agua de los depósitos a trabajadores como Don Rafael Paz Arrocha en concepto de cemento, baldes y escoba (650,50 pesetas), Don Luciano Betancort en concepto de cal (735,00 pesetas), Don Juan Tejera Navarro, Don Miguel Brito Paz, Don Lorenzo Paz Corujo, Don Pedro González por 39 jornadas de trabajo y a la Compañía de Transporte Centro por el viaje de arena (150,00 pesetas). A la vez que, este mismo año se redacta el proyecto de construcción del sexto depósito que se comienza en 1961 pero se interrumpe por la falta de financiación y se reanuda la obra en 1963. A principios del siguiente año, se redactan diversas intervenciones para solventar la sed de la isla y presentarlas durante la visita del Ministro de Obras Públicas. Entre ellas está terminar la obra de las maretas, que culmina en marzo de 1964.
La obra fue financiada por el Ayuntamiento de San Bartolomé, el Cabildo insular de Lanzarote, el gobernador civil de la Provincia, el estado a través de la Comisión Provincial de Servicios técnicos de Las Palmas, la Obra Social de Falange y muchos particulares del pueblo de forma voluntaria. La mayoría de los que participaron lo hicieron prestando servicios de trabajo. Aunque la obra contó con Ingenieros, jefes de obra, mamposteros, albañiles, etc.

## Dimensione s
Las medidas de cada uno de los seis depósitos-aljibes son de 41,453 metros de longitud, 6 metros de ancho y 5 metros de alto. El fondo y paredes fueron impermeabilizados con cal y cemento. El techo está sin cubrir y se dejó una forma de arco de medio punto.

## Reparto de agua
Desde 1949 con la culminación de los primeros depósitos y las primeras lluvias existe un pequeño reparto de agua. Pero es a partir de 1960 cuando comienza un reparto sistemático de agua tras las lluvias. La orden del ayuntamiento de ese mismo año fijaba el precio del garrafón de 16 litros de agua en 80 céntimos, aunque el precio del agua ascenderá a medida que mejora la situación económica en la isla. A partir de los años setenta el reparto de agua en camiones cisterna a domicilio se hace habitual entre los vecinos del municipio de San Bartolomé. 

## Abandono
La instalación de la desaladora en Las Caletas en Arrecife provoca un revulsivo de vida en la isla, produciendo agua dulce potable desde el agua del mar. Paulatinamente desde 1965 se va ampliando la red de abastecimiento de agua dulce procedente de la desaladora y es entre finales de los años setenta y principios de los ochenta cuando logra llegar a gran parte de la isla. Las maretas de Guatisea al igual que otras obras de captación y almacenamiento de agua de la isla entran en decadencia. Los canales y coladeras se colmatan de arena y tierra. Hay un intento de recuperarlas en el año 2013 donde se limpiaron canales y coladeras pero no sus depósitos interiores. En el año 2018 el Cabildo Insular de Lanzarote tapia las entradas de los seis depósitos, evitando así posibles caídas de personas o animales al interior pero también evitando la entrada de agua.